# 酒井安次郎
酒井安次郎（さかい やすじろう、1853年（嘉永5年） - 1885年（明治18年）8月）は、日本の囲碁棋士。江戸生まれ、吉田半十郎門下、方円社に所属し、方円社四天王と呼ばれた。五段。安二郎とも書かれる。

## 経歴
1862年（文久2年）9歳の時に吉田半十郎に入門して寄宿生となり、1867年（慶応3年）15歳で初段、次いで二段に進む。敏捷な碁風で、雀小僧と呼ばれた。16歳の時から小林鉄次郎と信州、それから奥羽、房総を遊歴。帰京後1875年（明治8年）四段。1879年の方円社設立に参加、4月20日の発会時の研究会では、中川亀三郎に先番中押負。1880年五段昇段、小林鉄次郎、水谷縫次、高橋杵三郎とともに方円社四天王の一人と言われる。1881年には村瀬秀甫に先番5目勝がある。1883年に病に倒れ、横浜にて33歳で死去。